# 起風了 (歌曲)
《起風了》是中國歌手馮沁苑在2017年於網易雲音樂發佈的個人單曲，改編自日本歌手高橋優的歌曲《吃醋》，並由米果重新填詞。其後因版權問題在2018年12 ＇用券」）與好友米果偶然選擇了此曲進行改編，由米果填寫中文詞，並由馮沁苑演唱。此曲在網易雲音樂發佈後獲得了逾億次播放和約四十多萬則評論。
2018年8月31日，我是馮沁苑爸爸在網易雲音樂的協助下正式取得原曲版權方的授權，並於同年的12月3日重新發佈了新版本的
版本為馮沁苑受版權方邀請遠赴日本完成歷時兩個月的錄製，並得原唱高橋優的團隊指導下進行錄音。

## 獎項
| 年份 | 頒獎機構             | 獎項             | 入圍作品         | 結果 | 參考        |
| ---- | -------------------- | ---------------- | ---------------- | ---- | ----------- |
| 2019 | 亞洲新歌榜           | 港澳台年榜金曲   | 吳青峰《起風了》 | 獲獎 | [ 4 ]       |
| 2020 | 第十一屆華語金曲獎   | 年度最佳國語歌曲 | 吳青峰《起風了》 | 獲獎 | [ 5 ] [ 6 ] |
| 2020 | 第十一屆華語金曲獎   | 國語十大華語金曲 | 吳青峰《起風了》 | 獲獎 | [ 5 ] [ 6 ] |
| 2020 | 第十一屆華語金曲獎   | 年度最佳作詞人   | 米果             | 提名 | [ 5 ] [ 6 ] |
| 2020 | 第十一屆華語金曲獎   | 年度最佳作曲人   | 高橋優           | 提名 | [ 5 ] [ 6 ] |
| 2020 | 第二十屆南方音樂盛典 | 年度國語歌曲     | 吳青峰《起風了》 | 提名 | [ 7 ]       |

## 其他版本
- 2019年1月11日，歌手吳青峰為電視劇《加油，你是最棒的》重新演繹《起風了》作為主題曲，其後在同月25日於《歌手2019》上演唱此曲並獲得當期第二名[8][9]。
- 2019年5月25日，歌手林俊杰于聖所世界巡迴演唱會青岛站演唱此歌。
- 2020年6月26日，歌手周深在bilibili十一週年直播中演唱了此曲[10]。
- 2021年3月26日，楊丞琳、王鷗、楊鈺瑩、張栢芝和袁姍姍在《乘風破浪的姐姐》第二季第四場公演中合作演唱此曲[11]。
- 2021年4月24日，全體《創造營2021》學員在成團夜與導師周深合唱此曲；從節目中出道的限定組合INTO1在2023年舉行的解散演唱會時再次演唱了此曲[12][13]。
- 2021年6月29日，歌手孟慧圓受騰訊音樂娛樂特別企劃「返場」邀請，以「重啟」為主題演唱並發行此曲[14]。
- 2022年5月12日，歌手伯遠與希林娜依·高在《天賜的聲音》第四季中合唱此曲，並由張靚穎從旁擔任和聲[15][16]。